# أوسكار بينتون
أوسكار بينتون (3 فبراير 1949 - 8 نوفمبر 2020)، هو مُغني وملحن هولندي، ولد في مدينة هارلم (شمال-هولندا).

## وصلات خارجية
- أوسكار بينتون على موقع IMDb (الإنجليزية)
- أوسكار بينتون على موقع ميوزك برينز (الإنجليزية)
- أوسكار بينتون على موقع أول ميوزيك (الإنجليزية)
- أوسكار بينتون على موقع ديسكوغز (الإنجليزية)
- الموقع الرسمي